# 认知-评价理论
认知-评价理论，拉扎勒斯提出，认为情绪是人与环境互动的产物。在情绪活动中，个体不但接受环境中的刺激事件对自己的影响，同时要调节自己对于刺激的反应。因此需要不断的评价刺激事件与自身的关系，具体有三个层次的评价：初评价（刺激事件于己的利害关系及其程度）、次评价（人对自己反应行为的调节与控制）与再评价（人对自己情绪与行为反应有效性与适宜性的评价）。